# 기원전 97년

## 연호
- 전한(前漢) 천한(天漢) 4년

## 기년
- 전한(前漢) 무제(武帝) 44년